# Barby (Savoie)
Barby település Franciaországban, Savoie megyében. Lakosainak száma 3545 fő (2022. január 1.). Barby Challes-les-Eaux, Curienne, La Ravoire, Saint-Alban-Leysse és Saint-Jean-d’Arvey községekkel határos.

## Népesség
A település népességének változása:
| Lakosok száma | 3319 | 3408 | 3468 | 3414 | 3422 | 3429 | 3551 | 3553 | 3545 |
|               | 2013 | 2015 | 2016 | 2017 | 2018 | 2019 | 2020 | 2021 | 2022 |